# Nakayama Masato
Masato Nakayama (中山 仁斗 Nakayama Masato, sinh ngày 6 tháng 2 năm 1992) là một cầu thủ bóng đá người Nhật Bản hiện tại thi đấu cho Montedio Yamagata.

## Thống kê sự nghiệp câu lạc bộ
Cập nhật đến ngày 12 tháng 2 năm 2018.
| Thành tích câu lạc bộ | Thành tích câu lạc bộ | Thành tích câu lạc bộ | Giải vô địch | Giải vô địch | Cúp                   | Cúp                   | Tổng cộng | Tổng cộng |
| Mùa giải              | Câu lạc bộ            | Giải vô địch          | Số trận      | Bàn thắng    | Số trận               | Bàn thắng             | Số trận   | Bàn thắng |
| Nhật Bản              | Nhật Bản              | Nhật Bản              | Giải vô địch | Giải vô địch | Cúp Hoàng đế Nhật Bản | Cúp Hoàng đế Nhật Bản | Tổng cộng | Tổng cộng |
| --------------------- | --------------------- | --------------------- | ------------ | ------------ | --------------------- | --------------------- | --------- | --------- |
| 2014                  | Gainare Tottori       | J3 League             | 23           | 3            | 2                     | 1                     | 25        | 4         |
| 2015                  | Gainare Tottori       | J3 League             | 31           | 10           | 2                     | 0                     | 33        | 10        |
| 2016                  | Renofa Yamaguchi      | J2 League             | 29           | 11           | 3                     | 0                     | 32        | 11        |
| 2017                  | Montedio Yamagata     | J2 League             | 15           | 2            | 0                     | 0                     | 15        | 2         |
| Tổng                  | Tổng                  | Tổng                  | 108          | 26           | 7                     | 1                     | 115       | 27        |